# Leptosphinctes
Leptosphinctes- wymarłe zwierzę z grupy amonitów żyjące w okresie jury.